# 쉴로 스트롱

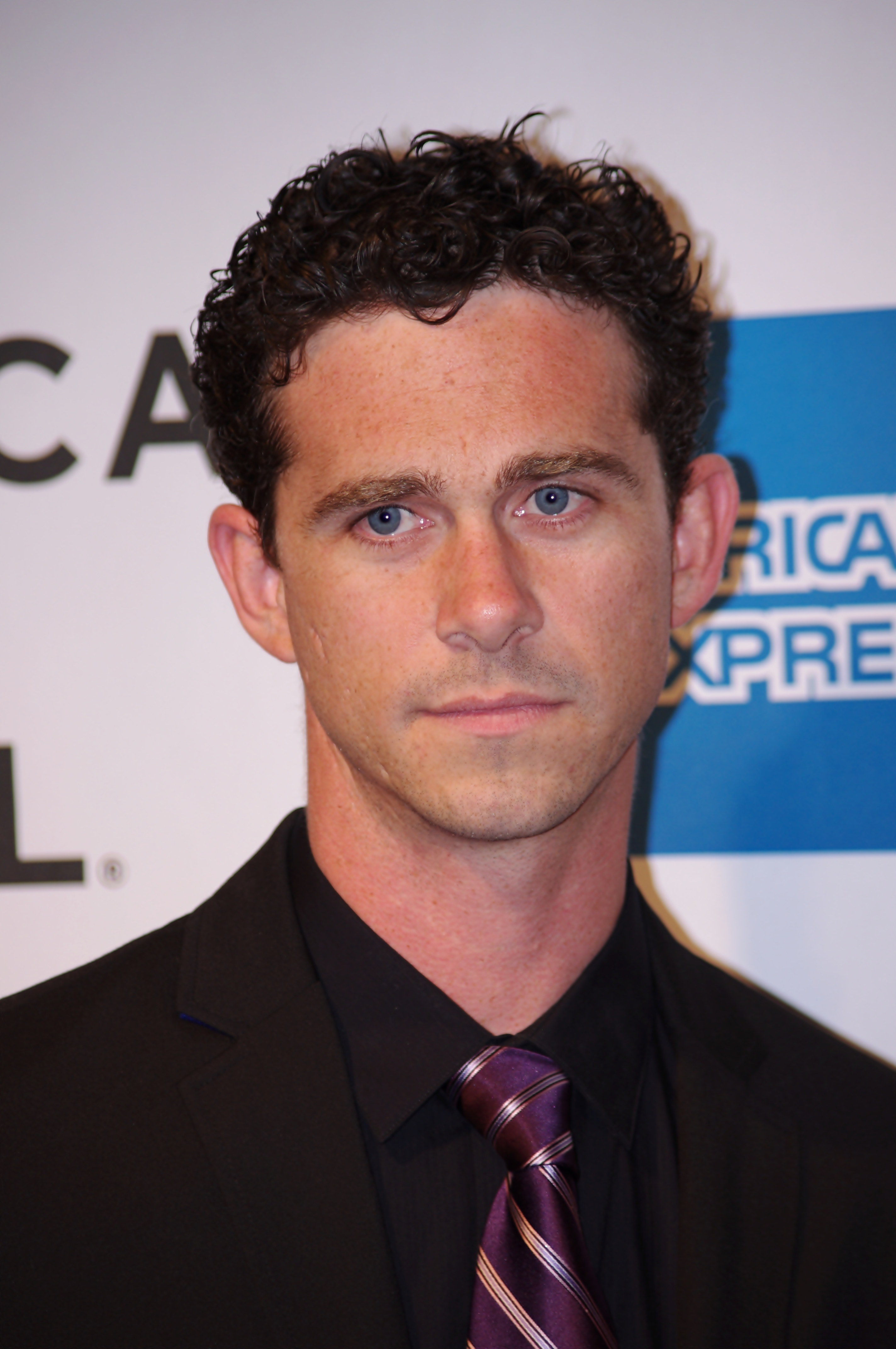

샤일로 스트롱(Shiloh Strong, 영어 발음: /ˈʃaɪloʊ/, 1978년 6월 12일 ~ )은 미국의 영화 감독, 배우, 각본가, 성우이다.
샌프란시스코에서 태어났다.

## 작품 목록

### 영화 출연
- 카드로 만든 집 (1993)
- 폭스파이어 (1996)
- 캐빈 피버 (2002)

### 영화 연출
- Method (2011) - 촬영 겸임 (단편)
- The Dungeon Master (2011) - 공동 연출, 각본 겸임 (단편)

### 텔레비전 출연
- 공룡의 제국 (2002-03)